# 安岡優
安岡 優（やすおか ゆたか、1974年8月5日 - ）は、日本のミュージシャンで、男性ヴォーカルグループゴスペラーズのメンバーである。愛称：ヤス、ヤング。身長165cm。血液型はB型。福岡県福岡市東区出身。

## 略歴
福岡県福岡市東区香椎出身。久喜市立青葉小学校、久喜市立久喜東中学校を経て、1993年に早稲田大学本庄高等学院を卒業後、早稲田大学教育学部英語英文学科に入学。
同大学アカペラサークル「Street Corner Symphony」に、黒沢薫と酒井雄二の誘いで加入。
1994年のメンバー入れ替わり期にゴスペラーズの一員となり、同年12月、在学中にメジャーデビューを果たす。
メンバーの中で最も多く詞を書き、他アーティストへ提供している作品も多い。また、作品を一つの詩として仕上げているため「作詩」と表記される。
2005年に結婚。相手は一般女性で、黒沢に続いてメンバー2人目の既婚者となった。

## エピソード
- 小学生〜高校生時代はサッカー部に所属。ポジションはDFだった。現在も村上と並んで大のサッカーフリークである。早大在学時はテニスサークルに所属していた。
- 男ばかり3人兄弟の末っ子。ゴスペラーズでも最年少であるため、転じて「ヤング」というニックネームで呼ばれている。
- 2009年のSOUL POWER SUMMITに、安岡にどこか似たドリー・D（ダイヤ☆モンド）・ファンク・ジュニアが所属する兄弟ユニット“THE☆FUNKS”が出演した。弟はテリー・D（ダンス☆マン）・ファンクである。
- 実家は転勤族で、名古屋市緑区（中京競馬場前駅の近く）、埼玉県久喜市、埼玉県大宮市と引っ越し・転校を繰り返し、次第に「またか」というくらいにしか思えなくなったという。
- 高校時代は「シガバンド」というバンドを組んで活動していた。
- ウニが大好物。過去には「浴槽いっぱい入ったウニ風呂に入りたい」「リットル単位で食べたい」「ツアー先でウニの名産地が一箇所でも入っていないと暴れる」と発言している。シャンパンも好物であり、高じて海外のワイナリーを見学した。嫌いな食べ物は納豆。
- メンバー唯一の喫煙者。
- 料理好きで、家庭菜園も行っており、自宅で採れた枇杷でジャムを作ることもある。
- ゴスペラーズのメンバーの中で唯一SNSの公式アカウントを持っていない(Instagram、Twitterは安岡以外の4人がアカウントを持っている)。

## ディスコグラフィー
※ ソロ活動の作品のみを記載。

### アルバム
1. バラードが聴こえる（2015年10月21日）[1]
  1. Luz
  2. Border line
  3. もっと君と話したい
  4. あなたのせいさ
  5. Door
  6. 坂道のうた
  7. Welcome to the brand new world
  8. チャネリング☆ファンク
  9. The Birthday Song

### 配信
1. 架空の主題歌＆社会の窓（2013年4月13日）[2]
  1. ROSE
  2. 夢の中でもいいよ
  3. パンドラ
  4. ハコブネ
  5. MARIA!
  6. アイス
  7. 肌色、桃色、夜の糸
  8. ふたりきり
  9. The Traveling Show (must go on.)
  10. XYZ
  11. 言わないでロンリー
  12. 「ただいま」が言いたくて

## 提供作品
- 郷ひろみ - 「この世界のどこかに」
- 鈴木雅之 - 「その愛のもとに（With Your Love）」「これから」
- 夏川りみ - 「会いたくて」「満天の星の夜（duet with 黒沢薫）」
- ISSA - 「Crazy for you」
- SPEED - 「Walking in the rain」「四ツ葉のクローバー」
- V6 - 「MIRROR」
- NHK全国学校音楽コンクール（課題曲） - 「言葉にすれば」（松下耕との共同制作）
- テゴマス - 「DONUTS」
- AQUA5 - 「TIME TO LOVE」「AQUAの地球（ほし）」[3]

ほか

## 書籍
- magazinYG（マガジンヤング）Vol.1（1999年12月18日）
1999年に行われたツアー公演にて各会場50冊＝全300冊限定で発行された。
- 『架空の主題歌』 （ぴあ、2010年12月3日） ISBN 978-4835617787
初の著書&ソロアルバム。約2年にわたった『ぴあ』誌での連載をまとめたもの。